# Прощай, Москва
«Прощай, Москва» (итал.: Mosca addio) — итальянский фильм 1987 года режиссёра Мауро Болоньини.

## Сюжет
Фильм поставлен по фактам биографии советской диссидентки еврейки Иды Нудель, активистки эмиграции евреев из СССР в Израиль.
1980-е годы, СССР, еврейка Ида и сестра её жениха Елена получают разрешение на эмиграцию в Израиль. Но её жениху Юлию в выезде отказывают, поскольку он недавно вышел из трудового лагеря. Ида отказывается ехать без Юлия. Она участвует в акциях протеста, за что приговаривают к ссылке. После выхода из заключения она узнаёт, что Юлий женился, её квартира занята, ей запрещено жить в Москве. Ида живёт в провинции, ей удается тайно встретиться с американским журналистом, публикующим на Западе её историю, после чего ей дают разрешение на выезд в Израиль.

## В ролях
В главных ролях:
- Лив Ульманн — Ида Нудель
- Даниэль Ольбрыхский — Юлий
- Орор Клеман — Елена

В эпизодах:
- Кармен Скарпитта
- Франческа Чьярди
- Анна Гальена
- Саверио Валлоне
- Нино Фусканьи
- Витторио Амандола
- и другие

## Фестивали и награды
- 1987 — Монреальский кинофестиваль — приз экуменического жюри.
- 1987 — Премия «Давид ди Донателло» за лучшую женскую роль — актрисе Лив Ульманн.